# 東海学園大学の人物一覧
東海学園大学の人物一覧（とうかいがくえんだいがく　の　じんぶついちらん）は東海学園大学に関係する人物の一覧記事。

## 著名な教職員

### 教職員
- 松原武久（学長・前名古屋市長）
- 加藤孝男 （教授・歌人）
- 長谷川昇（元短期大学部教授・日本史学）
- 服部祐兒 （教授・大相撲元幕内藤ノ川）
- 林享 （教授・水泳選手）
- ほしの竜一 （准教授・漫画家）
- 皆川正（教授・経済学者）
- 安田文吉 （教授・日本近世文学、日本芸能文化）
- 尾関清子 （東海学園女子短期大学名誉教授） - 2018年（平成30年）、国内最高齢88歳で博士号を取得（立命館大学）[1]
- 諏訪哲史（教授・小説家）

## OB・OG

### 野球
- 田島慎二 （プロ野球選手 元中日ドラゴンズ投手）

### サッカー
- 安藤駿冶 （サッカー選手 元FCマルヤス岡崎）
- 榎本大輝 （サッカー選手 FCマルヤス岡崎）
- 小野雅史 （サッカー選手 元FCマルヤス岡崎）
- 梶川裕嗣 （サッカー選手 鹿島アントラーズ）
- 神谷凱士 （サッカー選手 FC琉球OKINAWA、神谷椋士の双子の兄）
- 神谷駿文 （サッカー選手 元FC刈谷）
- 神谷椋士 （サッカー選手 元カマタマーレ讃岐、神谷凱士の双子の弟）
- 児玉駿斗 （サッカー選手 徳島ヴォルティス）
- 小松憲太 （サッカー選手 元アユタヤFC）
- 鹿山拓真 （サッカー選手 元カターレ富山）
- 志知孝明 （サッカー選手 アビスパ福岡）
- 地主園秀美 （サッカー選手 元FCマルヤス岡崎）
- 杉野健斗 （サッカー選手 元福島ユナイテッドFC）
- 武田拓真 （サッカー選手 元いわてグルージャ盛岡）
- 戸根一誓 （サッカー選手 大分トリニータ）
- 中西健人 （サッカー選手 豊田自動織機サッカー部）
- 畑潤基　（サッカー選手 ブラウブリッツ秋田）
- 松本直也　（サッカー選手 元ジェイリースFC）
- 山内智裕 （サッカー選手 元高知ユナイテッドSC）
- 渡邉柊斗 （サッカー選手 元ヴェロスクロノス都農）

### フィギュアスケート
- 恩田美栄 （フィギュアスケートコーチ、元フィギュアスケート選手）

### ボクシング
- 鬼頭茉衣（アマチュアボクシング選手）

### 芸能
- 奥ゆり （モデル、タレント）

### 画家
- 河野ルル（壁画画家、イラストレーター）